# Viagem ao Fim do Mundo
Viagem ao Fim do Mundo é um filme brasileiro de 1966, do gênero drama, dirigido por Fernando Coni Campos.

## Sinopse
O filme se passa ao longo de uma viagem de avião. Antes de embarcar para o voo, o protagonista, interpretado por Fabio Porchat, compra na livraria do aeroporto um exemplar de Memórias Póstumas de Brás Cubas. Também estão a bordo uma atriz e modelo, um time de futebol, um homem que tem medo de avião e duas freiras. A leitura do romance de Machado de Assis é entremeada com cenas envolvendo esses personagens e diversas colagens visuais.

## Citações
Além de Machado de Assis, o filme faz referências a outros autores:
- Jorge de Lima, cujos versos "Para a unidade deste poema / ele vai durante a febre" aparecem na tela de abertura;
- Carlos Augusto de Góes, cujo conto O Vôo inspirou o personagem de Jofre Soares;
- Simone Weil, que inspirou a personagem de Talula Campos;
- G. K. Chesterton, cujo texto Ortodoxia é lido na cena inicial;
- T. S. Eliot, autor de Os Homens Ocos, que tem um trecho lido na cena final

## Elenco
- Joel Barcellos
- Esmeralda Barros
- Fernando Coni Campos
- Talulah Campos
- Walter Forster
- Annik Malvil
- José Marinho
- Karin Rodrigues
- Joffre Soares

## Recepção
Jean Claude Bernardet, escrevendo em 2011, afirmou que Viagem ao Fim do Mundo "abria perspectivas em direção ao cinema-ensaio". Júlio Bressane, que trabalhou como assistente de Coni Campos, considerou-o um "filme de invenção absoluta".